# Walter Eric Spear
Walter Eric Spear (* 20. Januar 1921 in Frankfurt am Main; † 21. Februar 2008 in Dundee) war ein britischer Festkörperphysiker und Pionier bei amorphen Halbleitern.

## Leben
Spear ging in Frankfurt zur Schule (Abitur 1938). Da sein Vater (ein Photograph) jüdisch war, floh er vor der Verfolgung durch die Nationalsozialisten mit der Familie nach London. Im Zweiten Weltkrieg war er kurz interniert und diente dann 1940 bis 1946 im Royal Pioneer Corps und der Royal Artillery. Danach erwarb er einen Abschluss in Physik am Regent Street Polytechnic (der späteren University of Westminster) in London und studierte am Birkbeck College der Universität London bei John Desmond Bernal und Werner Ehrenberg im Labor für Kristallographie, wo er 1950 promoviert wurde. Er entwickelte dort Röntgenapparate für die Kristallographie und deren Elektronenoptik. Die Apparate gab Bernal 1950 auch an Maurice Wilkins weiter, wo sie eine Rolle bei den kristallographischen Untersuchungen der DNA spielten.  
Spear blieb danach zunächst am Birkbeck College und ging 1953 als Lecturer an das University College Leicester, wo er sich mit Filmen aus amorphem Selen befasste, deren Leitfähigkeit er untersuchte. Seine Forschungen führten auch zur Zusammenarbeit mit der Industrie (Xerox, EMI). In den 1960er Jahren befasste er sich zum Beispiel mit Transport durch Polaronen und elektronischem Transport in einfachen Edelgaskristallen. In dieser Zeit begann auch seine langjährige Zusammenarbeit mit Peter LeComber, der bei ihm promovierte. 1968 wurde er Professor an der University of Dundee. Dort befasste er sich insbesondere mit amorphen Festkörpern wie amorphem Silizium (in Form dünner Filme), wobei er mit dem Theoretiker Nevill Mott zusammenarbeitete. Insbesondere zeigte er mit seiner Gruppe, dass mit der von ihnen verwendeten Methode der Herstellung von Filmen von amorphem Silizium (und Germanium) aus Gasentladungen die Dotierung gut über die Gasphase kontrolliert werden konnte. Sie stellten Mitte der 1970er Jahre einen p-n-Übergang aus amorphem Silizium her und verfolgten dessen Anwendungen in der Photovoltaik. In den 1980er Jahren demonstrierte seine Gruppe Feldeffekttransistoren mit amorphem Silizium und in Zusammenarbeit mit Wissenschaftlern der Universität Edinburgh (Alan Owen u. a.) Speicherelemente aus amorphem Silizium. 1990 emeritierte er.
Er war ein Amateurmusiker (Cello) und seit 1952 mit Hilda King verheiratet, mit der er zwei Töchter hatte.

## Ehrungen und Mitgliedschaften
- 1972 Fellow der Royal Society of Edinburgh
- 1976 Europhysics Award der European Physical Society
- 1977 Max-Born-Preis
- 1980 Fellow der Royal Society
- 1980 Makdougal-Brisbane Preis der Royal Society of Edinburgh
- 1988 Rank Prize
- 1988 Bakerian Lecture (Amorphous semiconductors- an new generation of electronic materials)
- 1990 Rumford Medal